# Rage (film, 1984)
Pour les articles homonymes, voir Rage.
Pour plus de détails, voir Fiche technique et Distribution.
Rage (Rage: Fuoco incrociato) est un film de science-fiction post-apocalyptique hispano-italien réalisé par Tonino Ricci et sorti en 1984.
Il est parfois considéré comme la suite de Rush, un film du même genre réalisé dans les mêmes décors par le même Tonino Ricci et mettant également en vedette l'acteur principal Bruno Minniti.

## Fiche technique
- Titre original italien : Rage: Fuoco incrociato[2]
- Titre français : Rage ou Rush Hour 2, le Retour du héros ou La Bête de guerre[3]
- Titre espagnol : Fuego cruzado
- Réalisateur : Tonino Ricci
- Scénario : Tonino Ricci, Jaime Comas Gil, Eugenio Benito
- Photographie : Giovanni Bergamini
- Montage : Vincenzo Tomassi (it)
- Musique : Stelvio Cipriani
- Décors : Javier Fernandez
- Costumes : Simonetta Mattei
- Production : Paolo Ferrara, Jaime Comas
- Société de production : Tiber International, Cinematografica  Arco Films
- Pays de production :  Italie -  Espagne
- Langue originale : italien
- Format : Couleurs - 1,85:1 - Son mono - 35 mm
- Durée : 80 minutes
- Genre : Action, thriller et science-fiction
- Dates de sortie :
  - Italie : 1984 (visa délivré le 19 octobre 1984[2])
  - Espagne : 19 août 1985
  - France : 1989[3]

## Distribution
- Bruno Minniti (it) (sous le nom de « Conrad Nichols »)
- Stelio Candelli
- Werner Pochath
- Ottaviano Dell'Acqua
- Gianluca Petrazzi
- Taida Urruzola
- Cris Huerta
- Lola Bayo
- Ann Karen
- Joaquín Parra

## Accueil critique
« Un ton en dessous de son prédécesseur, cette pseudo suite se laisse tout de même suivre avec un certain plaisir pour peu qu'on ne le compare pas avec son pseudo aîné. Toutefois, ceux qui ont déjà goûté et apprécié les premiers exploits de Conrad Nichols peuvent se réjouir, car la bêtise du film se révèle suffisamment substantielle pour peindre quelques sourires sur nos visages. Pas de quoi déclencher un nouveau cataclysme cinématographique mais un peu de légèreté dans le Chaos, c'est toujours appréciable. »

— Nanarland